# Des ombres dans la pierre
Des ombres dans la pierre (titre original : Die steinernen Schatten) est un roman de science-fiction de l'auteur allemand Andreas Eschbach paru en 2007 et traduit en langue française en 2015.
Ce roman est le quatrième volume de la série Projet Mars, destinée à la jeunesse.

## Édition française
- Des ombres dans la pierre,  Éditions L'Atalante, coll. La Dentelle du cygne, 2015, trad. Pascale Hervieux, 296 p.  (ISBN 978-2841727025)